# Fuji T-3
Il T-3 è un aereo da addestramento basico ad ala bassa e con un abitacolo a 2 posti in tandem, progettato e prodotto dall'azienda aeronautica giapponese Fuji Heavy Industries. Veniva impiegato anche per il volo strumentale e acrobatico.

## Storia del progetto
Con la sconfitta della Seconda guerra mondiale, al Giappone fu imposto dai paesi vincitori il divieto di sviluppare e/o costruire nuovi velivoli militari. Soltanto nel 1952 il divieto fu soppresso, permettendo così al paese asiatico di riprendere le costruzioni aeronautiche.
La Fuji Heavy Industries venne fondata l'anno seguente come erede della famosa azienda aeronautica Nakajima, e nello stesso anno la giovane azienda avviò la costruzione su licenza del Beechcraft T-34 Mentor.
La Fuji sviluppò dal T-34 Mentor un nuovo aeroplano cabinato capace di ospitare 4-5 persone, adatto sia per l'addestramento basico che per il collegamento tra le varie basi aeree. La versione civile fu designata KM mentre la variante militare fu designata LM.
Nel 1962 l'ufficio tecnico della Fuji concepì la nuova variante da addestramento caratterizzata da i due posti affiancati chiamata KM-2 per il mercato civile, seguita nel settembre 1974 dalla versione militare KM-2B il cui abitacolo poteva accogliere l'allievo-pilota e l'istruttore seconda la configurazione a tandem come succedeva sull'originario T-34 Mentor.
Il nuovo modello fu adottato sia dalla Kōkū Jieitai, che lo designò T-3, sia dalla Kaijō Jieitai, la componente aerea della marina militare giapponese, che lo battezzò KM-2B.

## Cultura di massa
- In ambito videoludico, il T-3 compare nel simulatore di volo Aero Elite: Combat Academy (in versione KM-2B).

## Utilizzatori
Giappone
- Kōkū Jieitai

50 T-3 in servizio dal 1978 al 2007.
 Giappone
- Kaijō Jieitai

ha operato con 50 esemplari di KM-2B dal 1988 al 2003;

## Velivoli comparabili
Cile
- Enaer T-35 Pillán

 Francia
- Aérospatiale Epsilon

 Jugoslavia
- Utva Lasta

 Stati Uniti
- Beech T-34 Mentor

 Svizzera
- Pilatus PC-7